# Halecium minimum
Halecium minimum is een hydroïdpoliep uit de familie Haleciidae. De poliep komt uit het geslacht Halecium. Halecium minimum werd in 1898 voor het eerst wetenschappelijk beschreven door Schneider. 